# La Rouxière
La Rouxière is een plaats en voormalige gemeente in het Franse departement Loire-Atlantique in de regio Pays de la Loire en telt 889 inwoners (2004).

## Geschiedenis
Op 1 januari 2016 fuseerde La Rouxière met Belligné, La Chapelle-Saint-Sauveur en Varades tot de huidige gemeente Loireauxence. Deze gemeente maakt deel uit van het arrondissement Ancenis.

## Geografie
De oppervlakte van La Rouxière bedraagt 20,9 km², de bevolkingsdichtheid is 42,5 inwoners per km².
De onderstaande kaart toont de ligging van La Rouxière met de belangrijkste infrastructuur en aangrenzende gemeenten.

## Demografie
Onderstaande figuur toont het verloop van het inwonertal.
Belligné · La Chapelle-Saint-Sauveur · La Rouxière · Varades